# Kyoto Challenger 1981
Il Kyoto Challenger 1981 è stato un torneo di tennis facente parte della categoria ATP Challenger Series nell'ambito dell'ATP Challenger Series 1981. Il torneo si è giocato a Kyoto in Giappone dal 6 al 14 aprile 1981 su campi in terra rossa.

## Vincitori

### Singolare
Ron Hightower ha battuto in finale  Matt Doyle con il punteggio di 7–5, 7–6

### Doppio
Matt Mitchell /  William Maze hanno battuto in finale  Bruce Kleege /  Dave Siegler con il punteggio di 7–6, 6–3